# Somerset
Somerset (anteriormente chamado Somersetshire) é um condado cerimonial e não-metropolitano no sudoeste da Inglaterra e sua sede administrativa se encontra em Taunton. Somerset faz fronteiras com Bristol e Gloucestershire ao norte, Wiltshire ao leste, Dorset ao sudeste, e Devon ao sudoeste. É limitado a norte e a oeste pelo estuário do Severn e pelo Canal de Bristol, e o litoral faz frente para o sudeste do País de Gales. A sua fronteira tradicional com Gloucestershire é o rio Avon.
Somerset é um condado rural com várias colinas, como as Blackdown Hills, Mendip Hills, Quantock Hills e o Parque Nacional de Exmoor, e grandes extensões planas, incluindo Somerset Levels. Há evidências de ocupação humana no paleolítico e de colónias nos períodos celta, romano e anglo-saxão. O condado desempenhou um papel significativo na consolidação do poder e ascensão do rei Alfredo, o Grande, e mais tarde na Guerra Civil Inglesa e na Rebelião Monmouth. A cidade de Bath é famosa pela sua importante arquitetura georgiana, e é Património Mundial da UNESCO.

## Etimologia
O nome "Somerset" tem origem no antigo termo Sumorsǣte, diminutivo de Sumortūnsǣte, que significa "o povo que vive em, ou está dependente de, Sumortūn (Somerton)". O primeiro registo conhecido do termo Somersæte encontra-se no livro de leis do rei Ine, o rei saxão de Wessex entre 688 e 726, fazendo de Somerset, juntamente com Hampshire, Wiltshire e Dorset, uma das unidades de governo local existentes mais antigas do mundo. Uma sugestão alternativa para a origem do nome deriva de Seo-mere-saetan que significa "colonos juntos dos lagos do mar".
O antigo nome inglês é usado no lema do condado, Sumorsǣte ealle, que significa "todo o povo de Somerset". Adoptada como lema em 1911, a frase foi retirada da Anglo-Saxon Chronicle. Somerset fazia parte do reino anglo-Saxão de Wessex, e a frase refere-se a todo o apoio que o povo de Somerset deu ao rei Alfredo na sua luta para salvar Wessex dos invasores viquingues.
Os nomes das localidades de Somerset têm, maioritariamente, na sua origem, termos anglo-saxões, mas algumas designações das colinas incluem elementos celtas britónicos. Por exemplo, documento anglo-Saxão de 682 refere-se a Creechborough Hill como "a colina a que os britânicos designam por Cructan e os anglo-saxões por Crychbeorh". Alguns nomes atuais têm origem britónica, como Tarnock, enquanto outros incluem elementos saxões e Brythonic, como Pen Hill.